# Barney Poole
George Barney Poole (* 29. Oktober 1923 in Gloster, Mississippi; † 12. April 2005 ebenda) war ein US-amerikanischer American-Football-Spieler und -Trainer. Er spielte unter anderem als Wide Receiver und Defensive End in der National Football League (NFL) bei den New York Giants, den New York Yanks, den Dallas Texans und den Baltimore Colts, sowie in der All-America Football Conference (AAFC) bei den New York Yankees.

## Jugend
Der Vater von Barney Poole, Willie Poole, war Farmer und starb, als er ein Jahr alt war. Die drei Kinder der Familie wurden fortan von deren Mutter Emily alleine erzogen. Barney Poole stammte aus einer sportbegeisterten Familie. Seine beiden älteren Brüder Jim und Ray Poole, sowie sein Cousin Ollie Poole und sein Neffe Paige Cothren waren ebenfalls professionelle Footballspieler. Barney Poole besuchte in Crosby die High School.

## Spielerlaufbahn

### Collegekarriere
Barney Poole studierte 1942 nach seinem Schulabschluss für ein Jahr an der University of Mississippi. Für die Ole Miss Rebels spielte er Basketball, Baseball und Football. 1943 spielte er im Rahmen seines Militärdienstes Football an der University of North Carolina. Seine erfolgreichsten Jahre im College-Football-Sport hatte er als Spieler der Army Black Knights der College-Football-Mannschaft der United States Military Academy. Im Team der Army Black Knights spielten zahlreiche Spitzenspieler wie Glenn Davis und Doc Blanchard. Die Mannschaft gewann von 1944 bis 1946 jeweils die nationale Collegemeisterschaft der USA. Poole wurde in den Jahren 1944 und 1946 zum All American gewählt. Er setzte nach seiner Militärdienstzeit sein Studium in Mississippi fort. Erneut war er bei den Ole Miss Rebels als Baseball-, Basketball- und Footballspieler aktiv. Im Jahr 1947 gewann er als Mitglied der Footballmannschaft zusammen mit Charlie Conerly die Meisterschaft der Southeastern Conference (SEC). Er selbst stellte in diesem Jahr zwei individuelle Ligarekorde auf – einmal für die meisten gefangenen Pässe in einer Saison (52) und einmal für die meisten gefangenen Pässe in einem Spiel (13). Der letztgenannte Rekord wurde erst im Jahre 1969 eingestellt. 1947 und 1948 wurde Barney Poole erneut zum All-American gewählt. In seinem letzten Studienjahr spielte er im College-All-Star-Game als Mannschaftskapitän der College-All-Stars gegen die Philadelphia Eagles. Aufgrund seiner sportlichen Leistungen wurde Poole von seinem College mehrfach ausgezeichnet.

### Profikarriere
Poole wurde bereits im Jahr 1945 in der sechsten Runde an 53. Stelle durch die New York Giants gedraftet. Seine Profikarriere begann allerdings erst im Jahr 1949. Poole schloss sich in diesem Jahr den New York Yankees an, die in der AAFC spielten und ihn 1948 in der neunten Runde an der AAFC Draft ausgewählt hatten. Die AAFC musste nach der Saison 1949 aufgrund finanzieller Probleme den Spielbetrieb einstellen, woraufhin Poole zu den New York Yanks in die NFL wechselte. Die Yanks zogen nach der Saison 1951 nach Dallas um und wurden in Dallas Texans umbenannt. Poole spielte ein Jahr in Texas und wechselte danach zu den neugegründeten Baltimore Colts, wo auch die späteren Mitglieder der Pro Football Hall of Fame Don Shula, Gino Marchetti und Art Donovan unter Vertrag standen. Nach einem weiteren Spieljahr bei den New York Giants beendete Barney Poole nach der Saison 1954 seine Laufbahn.

## Trainerlaufbahn
Barney Poole wurde nach seiner Spielerlaufbahn Trainer verschiedener High-School- und Collegemannschaften, bevor er Manager des Mississippi Veterans Memorial Stadium in Jackson, Mississippi, wurde. Poole ist auf dem Roseland Cemetery in seiner Geburtsstadt beerdigt.

## Ehrungen
Barney Poole ist Mitglied in der Mississippi Sports Hall of Fame, in der Ole Miss Athletic Hall of Fame, im Ole Miss Team of the Century und in der College Football Hall of Fame. Die University of Mississippi benannte eine Straße auf dem Campus des Colleges nach ihren ehemaligen Studenten der Familie Poole.